# Công chúa Ja-myung
Công chúa Ja-myung (hay Gia Minh tình sử) là một bộ phim truyền hình Hàn Quốc được sản xuất năm 2009 với sự tham gia của  Jung Ryeo-won, Park Min-young và Jung Kyung-ho. Phim được phát sóng trên đài SBS từ ngày 9 tháng 3 đến ngày 21 tháng 7 năm 2009 vào Thứ hai và Thứ ba lúc 21:55 với 39 tập phim.
Bộ phim dựa trên một câu chuyện dân gian Hàn Quốc kể về chuyện tình giữa Hoàng tử Hodong và công chúa Nakrang, nguyên dân dẫn đến sự sụp đổ của Vương quốc Nakrang. Trong truyện có một cái trống thần là jamyeonggo, hiểu theo nghĩa đen là “cái trống có thể tự phát ra tiếng”, tiếng kêu huyền bí được phát ra mỗi khi có kẻ thù xâm lược Vương quốc. Cái trống tự phát ra tiếng này khiến cho các quốc gia láng giềng, bao gồm Goryeo một đất nước hùng mạnh, không dám tấn công Nakrang. Hoàng tử của Goryeo là Hodong thâm nhập vào Nakrang với nhiệm vụ phá hủy chiếc trống. Nhưng Hodong đã phải lòng công chúa Nakrang. Vì quá yêu Hodong, công chúa Nakrang đã chọn phá hủy chiếc trống và phản bội lại đất nước của mình. Kết quả là Nakrang đã diệt vong và nàng bị giết chết. Hoàng tử Hodong rất đau lòng trước cái chết của công chúa và ôm lấy xác của nàng.
Tuy nhiên trong phim có một chi tiết khác đi là chiếc trống được tạo ra bởi công chúa Ja-myung, người em gái thất lạc của công chúa Nakrang. Lớn lên là một thái nữ của Nakrang, Rahee được người dân yêu quý, kính trọng, trong khi Ja-myung lại phải cố gắng sống sót sau khi bị giếng và lớn lên ở một đoàn xiếc. Hoàng tử Hodong của Goryeo, kẻ thù của Nakrang bị ràng buộc giữa 2 quốc gia, 2 dân tộc và 2 người phụ nữ, tình yêu và trách nhiệm, bên nào sẽ chiến thắng?
Công chúa Ja-myung có rating thấp, chỉ trong hàng 1 chữ số (cùng thời gian phát sóng với Nữ hoàng Soendeok và Nữ hoàng nội trợ), kết quả là đài SBS đã phải cắt giảm số tập dự định ban đần từ 50 xuống còn 39.

## Nội dung
Ja-myung (Jung Ryeo-won) và Ra-hee (Park Min-young) là hai chị em do Hoàng hậu và phi tần sinh vào cùng ngày và cùng giờ. Một nhà tiên tri đã cảnh báo rằng một trong hai người sẽ cứu cả Vương quốc còn người kia sẽ hủy hoại Vương quốc. Ja-myung sống sót sau những lần cố gắng ám sát của phi tần Wang Ja-shil (Lee Mi-sook), người mẹ có nhiều tham vọng của Rahee. Cô rời khỏi hoàng cung, trốn thoát lên tỉnh Shandong, lớn lên như một thường dân và trở thành một người diễn xiếc. Khi phát hiện ra thân phận thật của mình, cô đã quay trở lại hoàng cung. Cô đã tạo ra trống thần Ja-myung để bảo vệ đất nước khỏi sự tấn công của ngoại bang. Ja-myung và hoàng tử Hodong (Jung Kyung-ho) của Goryeo có tình cảm với nhau nhưng Hodong là một hoàng tử có nhiều tham vọng đã cưới chị gái của Ja-myung là Rahee để lợi dụng cô phá hủy chiếc trống thần. Rahee rất yêu Hodong nên cuối cùng đã phá hủy chiếc trống, trở thành kẻ phản bội lại đất nước, đó chính là vị công chúa mà lời tiên tri đã nhắc đến. Công chúa Ja-myung đã chiến đấu để bảo vệ đất nước của mình. Cô đã dùng kiếm của mình để đâm người mà cô yêu thương nhất, hoàng tử Hodong. Họ biết số phận của họ không cho phép họ được sống bên nhau. Cuối cùng, khi những quân lính Goryeo đến, Hodong đã ôm Ja-myung và dùng kiếm đâm xuyên qua cả hai người.

## Diễn viên

### Diễn viên chính
- Jung Ryeo-won trong vai Công chúa Ja-myung[4]/Puku, con gái của Mo Ha-so
  - Lee Young-yoo trong vai Ja-myung lúc nhỏ
- Jung Kyung-ho trong vai hoàng tử Hodong: con trai của Daemusin và Arang of Buyeo
  - Yeo Jin-goo trong vai Hodong lúc thiếu niên
  - Soo-han trong vai Hodong lúc nhỏ
- Park Min-young trong vai công chúa Ra-hee: thái nữ của Nakrang, con gái của Wang Ja-shil
  - Jin Ji-hee trong vai Ra-hee lúc nhỏ
- Lee Mi-sook trong vai Wang Ja-shil: mẹ của Ra-hee, chị gái của Wang Goeng, phi tần của Daemusin
- Sung Hyun-ah trong vai Song Maeseolsu: Hoàng hậu thứ hai của Goguryeo, vợ thứ hai của Daemusin, đến từ tộc Biryuna
- Kim Sung-ryung trong vai Mo Ha-so: Mẹ của Ja-myung, nguyên phối Hoàng hậu của Daemusin
- Hong Yo-seob trong vai: vua của Nakrang, cha của Ja-myung và Ra-hee,
- Moon Sung-keun trong vai Daemusin: vua thứ ba của đất nước Goguryeo

### Diễn viên phụ
- Lee Joo-hyeon trong vai Wang Hol: Đại tướng của Nakrang Nakrang, em trai của Wang Goeng và Wang Ja-shil
- Park Gun-tae trong vai Wang Hol lúc nhỏ
- Yeo Uk-hwan trong vai Il-poom/Haengkai
- Yoon Chan trong vai child Il-poom lúc nhỏ
- Go Soo-hee trong vai Mo Yang-hye: vợ của Wang Goeng
- Lee Won-jong trong vai Cha Cha-sung: người đứng đầu của đoàn kịch Hỉ Hỉ Lạc Lạc
- Jo Mi-ryung trong vai Mi-choo: vợ của Cha Cha-sung
- Park Hyo-joo trong vai Chi-so: nữ tì của Wang Ja-shil
- Lee Han-wi trong vai Woo Na-roo: chú của Hodong, chồng của Yeo-rang, đại tướng quân của Goguryeo
- Yoon Joo-sang trong vai Song Ok-goo: trưởng tộc Biryuna, cha của Song Maeseolsu
- Lee Yeong-beom trong vai Eul Doo-ji: thầy của Hodong và Tả Phụ Đại Nhân
- Yoon Seo-hyeon trong vai Tae Chul: hộ vệ của Hodong
- Kim Ga-yeon trong vai Yeo-rang: em gái của Daemusin, cô của Hodong, vợ của Woo Na-roo
- Ji Sung-won trong vai Dong Go-bi: tì nữ của Mo Ha-so

## Rating
| Ngày                     | Tập        | Toàn quốc   | Seoul       |
| ngày 9 tháng 3 năm 2009  | Đặc biệt   | 5.8         | 8.3         |
| ngày 10 tháng 3 năm 2009 | 1          | 4.1         | 8.5         |
| ngày 16 tháng 3 năm 2009 | 2          | 7.7         | 8.7         |
| ngày 17 tháng 3 năm 2009 | 3          | 10.0 (15th) | 10.9 (12th) |
| ngày 23 tháng 3 năm 2009 | 4          | 9.4 (19th)  | 9.5 (17th)  |
| ngày 24 tháng 3 năm 2009 | 5          | 9.6 (20th)  | 9.7 (19th)  |
| ngày 30 tháng 3 năm 2009 | 6          | 9.1 (19th)  | 9.4 (14th)  |
| ngày 31 tháng 3 năm 2009 | 7          | 9.5 (18th)  | 10.1 (15th) |
| ngày 6 tháng 4 năm 2009  | 8          | 11.5 (10th) | 11.5 (10th) |
| ngày 7 tháng 4 năm 2008  | 9          | 11.2 (8th)  | 11.2 (9th)  |
| ngày 13 tháng 4 năm 2009 | 10         | 9.8 (13th)  | 9.7 (14th)  |
| ngày 14 tháng 4 năm 2009 | 11         | 10.0 (15th) | 10.1 (11th) |
| ngày 20 tháng 4 năm 2009 | 12         | 9.9 (11th)  | 10.2 (11th) |
| ngày 21 tháng 4 năm 2009 | 13         | 10.8 (12th) | 10.8 (12th) |
| ngày 27 tháng 4 năm 2009 | 14         | 9.4 (14th)  | 9.8 (13th)  |
| ngày 28 tháng 4 năm 2009 | 15         | 10.3 (13th) | 10.5 (13th) |
| ngày 4 tháng 5 năm 2009  | 16         | 9.4 (15th)  | 9.5 (15th)  |
| ngày 5 tháng 5 năm 2009  | 17         | 9.3 (17th)  | 9.7 (19th)  |
| ngày 11 tháng 5 năm 2009 | 18         | 8.5 (20th)  | 8.3 (20th)  |
| ngày 12 tháng 5 năm 2009 | 19         | 8.5 (17th)  | 8.7 (16th)  |
| ngày 18 tháng 5 năm 2009 | 20         | 8.2 (18th)  | 8.7 (15th)  |
| ngày 19 tháng 5 năm 2009 | 21         | 8.1 (19th)  | 8.1 (18th)  |
| ngày 25 tháng 5 năm 2009 | 22         | 10.4 (9th)  | 10.7 (8th)  |
| ngày 26 tháng 5 năm 2009 | 23         | 9.3 (17th)  | 9.7 (15th)  |
| ngày 1 tháng 6 năm 2009  | 24         | 8.5         | 8.5 (17th)  |
| ngày 2 tháng 6 năm 2009  | 25         | 8.3         | 8.5 (20th)  |
| ngày 8 tháng 6 năm 2009  | 26         | 8.2         | 8.6 (17th)  |
| ngày 9 tháng 6 năm 2009  | 27         | 8.0         | 8.4         |
| ngày 15 tháng 6 năm 2009 | 28         | 7.5         | 8.1         |
| ngày 16 tháng 6 năm 2009 | 29         | 8.7 (16th)  | 8.7 (16th)  |
| ngày 22 tháng 6 năm 2009 | 30         | 7.3         | 7.5         |
| ngày 23 tháng 6 năm 2009 | 31         | 7.4         | 7.7         |
| ngày 29 tháng 6 năm 2009 | 32         | 6.5         | 8.4         |
| ngày 30 tháng 6 năm 2009 | 33         | 7.2         | 8.1         |
| ngày 6 tháng 7 năm 2009  | 34         | 6.8         | 8.0         |
| ngày 7 tháng 7 năm 2009  | 35         | 7.0         | 8.2         |
| ngày 13 tháng 7 năm 2009 | 36         | 5.9         | 8.7         |
| ngày 14 tháng 7 năm 2009 | 37         | 6.5         | 9.2         |
| ngày 20 tháng 7 năm 2009 | 38         | 6.8         | 8.4         |
| ngày 21 tháng 7 năm 2009 | 39         | 7.2         | 7.7         |
| Trung bình               | Trung bình | 8.5%        | -           |

Nguồn: TNS Media Korea

## Phát hành tại nước ngoài
- Thái Lan: Phim được chiếu trên Channel 3, từ ngày 12/12/2009
- Việt Nam: Phim được chiếu trên TodayTV, từ ngày 27/9/2010